# Natalia Strzałka
Natalia Iwona Strzałka (ur. 4 sierpnia 1997) – polska zapaśniczka rywalizująca w stylu wolnym. Brązowa medalistka Letnich Igrzysk Olimpijskich Młodzieży 2014. Medalistka mistrzostw świata i Europy kadetów z tego samego roku.
Strzałka zadebiutowała w zawodach krajowych w 2011, kiedy to wzięła udział w młodzieżowych mistrzostwach Polski. W rywalizacji kadetów w ramach tej imprezy dwukrotnie zdobywała medale – brąz w 2013 w kategorii do 65 kg i rok później złoty w kategorii do 70 kg. Zdobywała także medale Ogólnopolskiej Olimpiady Młodzieży. W 2015 po raz pierwszy zdobyła medal w seniorskich mistrzostwach Polski, zajmując 3. pozycję w kategorii do 69 kg.
W 2014 roku zadebiutowała na arenie międzynarodowej. W maju tego roku zdobyła brązowy medal mistrzostw Europy kadetek w kategorii do 70 kg, w lipcu srebrny medal mistrzostw świata kadetek w tej samej kategorii, a w sierpniu brązowy medal letnich igrzysk olimpijskich młodzieży, także w kategorii do 70 kg. W 2017 i 2018 stawała na najwyższym podium mistrzostw Polski seniorów, zdobywając złote medale w kategorii do 75 kg. Zdobyła srebrny medal akademickich MŚ w 2018 w kategorii do 72 kg. W 2019 została młodzieżową mistrzynią Europy oraz brązową medalistką młodzieżowych mistrzostw świata w kategorii do 68 kg.